# ユニークノート
株式会社ユニークノート（英: Unique Note Co.,Ltd.）は、東京都世田谷区に本社を置くサウンド制作会社。

## 略歴
2009年7月1日に元カプコンの柴田徹也と青木佳乃によって設立。ゲーム音楽を中心に、劇半・TVアニメ・ミュージカル・アーティスト楽曲の制作や効果音制作をはじめ、パチンコ・パチスロ等、遊技機のサウンド開発も行っている。

## 所属作家
- 柴田徹也（代表取締役）
- 青木佳乃（取締役）
- 小見山優子
- 古川亮

## 担当作品

### ゲーム
- 勇者30
- 鋼の錬金術師 背中を託せし者
- PlayMemories
- 勇者30 SECOND
- オトメディウス エクセレント!
- アースシーカー
- 恋忍者戦国絵巻
- おしゃべりファーム
- Go!Go! Museum
- 私がお世話してあげる！
- 〜実写恋愛ゲームIn Loveシリーズ “Memories Can’t Wait”
- ディーエムシー デビルメイクライ
- メルクストーリア - 癒術士と鈴のしらべ -
- ロストランドタクティクス
- 大乱闘スマッシュブラザーズ for Nintendo 3DS
- 神獄のヴァルハラゲート
- モンスターハンター メゼポルタ開拓記
- あんさんぶるスターズ！
- ノラガミ
- Monster Hunter Online
- Transformers Devastation
- X-OVERD
- UPPERS
- ラストピリオド
- ドラゴンプロジェクト
- Justice Monsters Five
- あんさんぶるガールズ!!
- ファイナルファンタジーXV
- CAT BUSTERS
- ファイナルファンタジーXV :エピソード グラディオラス
- マギアレコード 魔法少女まどか☆マギカ外伝
- SKYOVER
- MONSTER OF THE DEEP: ファイナルファンタジーXV
- ファイナルファンタジーXV:ROYAL EDITION

### アレンジ／リミックス
- ロックマン10アレンジサウンドトラック
- 悪魔城ドラキュラ　Tribute vol.1.2
- acid android　alcove/#1
- モンスターハンター10周年 コンピレーション・アルバム(セルフカバー)
- Devil May Cry HR/HM Arrange Album
- L'Arc〜en〜Ciel LIVE 2015 L'ArCASINO
- VAMPS LIVE 2017 UNDERWORLD
- 真・女神転生 DEEP STRANGE JOURNEY メモリアルアレンジトラックス

### テレビアニメ
- ニセコイ

### ミュージカル
- 楽園

### ラジオ
- オールナイトニッポンモバイル

### その他
- 各作家の項を参照